# Montipora tenuissima
Espèce
Montipora tenuissima est une espèce de coraux appartenant à la famille des Acroporidae.